# John Romeyn Brodhead
John Romeyn Brodhead, né le 2 janvier 1814 à Philadelphie en Pennsylvanie, et mort le 6 mai 1873 à New York, est un historien américain. 

## Biographie
John Romeyn Brodhead naît le 2 janvier 1814 à Philadelphie en Pennsylvanie. Il est le fils de Jacob Brodhead (1782-1855), éminent ecclésiastique de l'Église réformée néerlandaise, et d'Elizabeth Bleecker.
Il vit à Philadelphie jusqu'en 1826, date à laquelle son père est appelé à la Broome Street Reformed Dutch Church à New York. John Romeyn Brodhead fréquente ensuite l'Albany Academy et le Rutgers College.
Diplômé avec mention de Rutgers en 1831, il étudie le droit dans le cabinet de Hugh Maxwell pendant quatre ans.
Il est admis au barreau de New York en 1835. Après 1837, cependant, il se consacre principalement à l'étude de l'histoire coloniale américaine et, afin d'avoir accès aux archives des premières colonies hollandaises en Amérique, il obtient en 1839 un poste d'attaché à la légation américaine à La Haye. Ses recherches démontrent rapidement que les archives néerlandaises regorgent d'informations sur l'histoire des débuts de New York, ce qui conduit la législature de l'État à allouer des fonds pour la collecte systématique, dans diverses archives européennes, de transcriptions de documents relatifs à New York. John Romeyn Brodhead est nommé en 1841 par le gouverneur William H. Seward pour entreprendre ce travail et, en quelques années, il rassemble en Angleterre, en France et en Hollande quelque quatre-vingts volumes manuscrits de transcriptions, provenant en grande partie de documents qui n'avaient jusqu'alors pas été utilisés par les historiens. Ces transcriptions sont ensuite éditées par Edward O'Callaghan (volumes I à XI inclus) et par Berthold Fernow (volumes XII à XV inclus), puis publiées par l'État sous le titre Documents relating to the Colonial History of New York (15 volumes, 1853-1883). De 1846 à 1849, alors que George Bancroft est ministre en Grande-Bretagne, John Romeyn Brodhead occupe sous ses ordres le poste de secrétaire de légation. De 1853 à 1857, il est officier de marine du port de New York. Il publie plusieurs discours et un ouvrage savant intitulé History of the State of New York (2 vol., 1853-1871), généralement considéré comme le meilleur ouvrage sur la brève période couverte (1609-1690).
John Romeyn Brodhead meurt le 6 mai 1873 à New York. Il est inhumé au Trinity Church Cemetery.